# Miguel Ángel Iñíguez
Miguel Ángel Iñíguez (1909-1989) fue un militar argentino con larga actuación en el peronismo.
Como militar, fue opositor al golpe de Estado del 16 de septiembre de 1955 en lealtad al general Perón, protagonizó un fallido alzamiento el 30 de noviembre de 1960 en la presidencia de Arturo Frondizi, y fue jefe de la Policía Federal en el tercer peronismo.

## Durante el primer y segundo gobierno peronista
Cuando se produjo el golpe de Estado de septiembre de 1955, el general Carlos Wirth, jefe del Estado Mayor del Ejército, lo designó comandante del 12.º Regimiento y de la agrupación aérea liviana, y le ordenó marchar con esas tropas desde Santa Fe hacia la provincia de Córdoba para atacar desde el oeste a los hombres de Lonardi.
El ataque debía realizarse en forma coordinada y simultánea con las demás fuerzas leales que también avanzaban sobre la provincia, al mando de los generales Alberto Morello desde el sur y Moschini por el norte. Las tropas al mando de Iñíguez debían tomar el camino de La Calera y el primer objetivo era Alta Córdoba. Sin embargo, al llegar a la estación del Ferrocarril General Belgrano encontró fuerte resistencia, con fuego de morteros y ametralladoras, así como ataques aéreos por parte de los sublevados, lo que obligó a los soldados a refugiarse en hoteles cercanos hasta que se activó la artillería antiaérea, pero Iñíguez consiguió mantener las posiciones. Un mensajero trajo la orden del general José Humberto Sosa Molina de sostener la posición y prepararse para atacar al día siguiente.
En la mañana del día 19, las tropas leales avanzaron para dar el golpe final al tiempo que el General Moschini tomó el aeropuerto de Pajas Blancas. Fue entonces que se anunció por radio la renuncia de Perón y recibió la orden de replegarse contestando el fuego solamente si era atacado, por lo que tomó el camino de retorno liberando previamente a unos 450 prisioneros entre civiles y militares.

## Conspiración de Valle
Iñíguez fue uno de los oficiales dados de baja por el gobierno que asumió tras el derrocamiento de Perón. En 1956 comenzó a planear, junto con los generales Juan José Valle y Raúl Tanco, un levantamiento cuyo principal propósito era convocar a elecciones, pero fue arrestado enseguida, por lo que no llegó a participar en el mismo.

## Levantamiento del 30 de noviembre de 1960
En 1959, el peronismo se hallaba estructurado con un Consejo Nacional Peronista, del cual dependían el Consejo Coordinador y Supervisor del Peronismo, creado por Perón en octubre de 1958, que concentraba la actividad política, y el COR (Centro de Operaciones de la Resistencia), a través del cual trabajaba Iñíguez y apuntaba a centralizar las actividades.
El 30 de noviembre de 1960 se inició un levantamiento encabezado por Iñíguez con el objetivo de derrocar al presidente Arturo Frondizi. En la madrugada, un grupo de civiles y militares irrumpieron los cuarteles del 11.º Regimiento de Infantería General Las Heras, en Rosario, y, con ayuda de varios suboficiales que estaban en actividad asignados al regimiento, lo atacaron y ocuparon. El enfrentamiento se saldó con cuatro bajas: un oficial rebelde y un oficial y dos conscriptos entre los defensores. Al mismo tiempo, el teniente coronel retirado Eduardo Escudé, junto con civiles armados, se apoderó del Batallón de Escuela y de varios edificios de uso civil de la ciudad de Tartagal, en la provincia de Salta. Paralelamente, fueron detonadas varias bombas en el Gran Buenos Aires y fueron cortadas en la ciudad de Mendoza las vías de ferrocarril, así como las líneas de teléfono y telégrafo.
Efectivos leales del Ejército y de la Gendarmería Nacional procedieron a sofocar la revuelta en Tartagal y en Rosario y para la tarde ya habían recuperado los edificios tomados y capturado prisioneros. Iñíguez, que había entrado al cuartel de Rosario después de ser ocupado, huyó del mismo junto a otros rebeldes y pudo evadir el cerco policial que se había colocado en las salidas de la ciudad viajando escondido en un camión de verduras. En la noche del 2 de diciembre, el presidente Frondizi habló por Radio del Estado para referirse a la sedición de Iñiguez.

## Papel en el regreso de Perón
En el acto realizado el 20 de junio de 1973 con motivo del regreso del general Perón al país, en el cruce de la autopista Ricchieri con la ruta 205, sobre el puente del Trébol y a 3 kilómetros del Aeropuerto de Ezeiza, se produjo un tiroteo masivo entre distintos sectores del peronismo, con un saldo de 13 muertos y 365 heridos. Iñíguez había concurrido secundado por seguidores del Comando de Orientación Revolucionaria (COR) y estuvo en el palco principal junto al general Jorge Manuel Osinde. Fue responsable de las comunicaciones estratégicas, contando para ello vehículos del Automóvil Club Argentino provistos con radios.

## Jefe de la Policía Federal
En septiembre de 1973 fue designado Jefe de la Policía Federal por el presidente Raúl Lastiri y ratificado por Perón una vez que este asumió su tercer mandato presidencial en octubre de ese año. Permaneció en el cargo hasta el 10 de abril de 1974, cuando fue reemplazado por el comisario Alberto Villar. Un comunicado firmado por la Central de Orientación Revolucionaria afirmó que ese cese se precipitó debido a la decisión de Iñíguez de ordenar la detención del superintendente de Seguridad Federal, el comisario Luis Margaride, afirmando, entre críticas al ministro de Interior Benito Llambí y al Ministro de Bienestar Social José López Rega, que «en los últimos meses se ha desatado una lucha palaciega para dominar resortes del poder, que está llegando a límites intolerables y vergonzosos.»
En un reportaje concedido en 1986 al periodista Santiago Pinetta, el mismo Iñíguez manifestó que su renuncia se produjo a raíz a su enemistad con López Rega, quien a partir del asesinato de José Ignacio Rucci comenzó a exigir al gobierno la creación de escuadrones de la muerte para combatir a la subversión.

Él afirmaba que había llegado la hora de secuestrar y matar a los adversarios. Y también que había que aniquilar a sus familias.

Al transmitirle dicho pedido a Perón, el presidente:

[...] fue inflexible en una conferencia celebrada en Vicente López, en la que me dijo textualmente: 'No le dé pelota a ese loco, usted limítese a aplicar la ley'.

Asimismo, sostuvo que se trató de una venganza debido a su oposición a dicha iniciativa, por cuyo ideólogo sentía un profundo desprecio y para quien había pasado a ser un obstáculo:

Yo nunca permití que ese individuo, que andaba con los perros de Perón en los brazos, se metiera en nuestras conversaciones. Lógicamente [...] en 1974, se vengó, procurando mi renuncia a la Jefatura de la Policía Federal Argentina.

Desde entonces vivió apartado de la política, aunque en 1976 fue puesto bajo arresto domiciliario por el autodenominado Proceso de Reorganización Nacional. Falleció en 1989.